# Арно (герцог Васконії)
Арно (фр. Arnaud; бл. 830 — 864) — герцог Васконії в 864 році.

## Життєпис
Походив з роду Гільємідів. Син Еменона, графа Пуатьє, та Санши з Гасконського дому (донька Санша I Лупа). Народився близько 830 року в Пуатьє. У 839 році перебрався до Ангулема, де графом був стрийко Турпіон. У 845 році перебрався до Періге, де графом став його батько.
У 863 році Арно призначається графом Бордо. У 864 році після смерті вуйка Санша II стає герцогом Васконії. Ймовірно під тиском короля Карла II Лисого змушений був організовувати оборону проти норманів, які знову атакували Бордо. Зазнав поразки, невдовзі помер від поранення. Новим герцогом став його стриєчний брат Санш III Мітарра.